# Cessna 208
«Сессна-208» (Сessna 208A Caravan, 208B Grand Caravan, Caravan Amphibian) — американский лёгкий одномоторный турбовинтовой самолёт общего назначения с неубирающимся шасси. Выпускается компанией «Сессна» с 1984 года в различных модификациях (пассажирские, грузопассажирские, грузовые, самолёт-амфибия). Используется на авиалиниях малой протяжённости.
Экипаж самолёта состоит из одного пилота (два пилота при выполнении коммерческих полётов по правилам полётов по приборам), базовая модель перевозит девять пассажиров (до 13 пассажиров + 1 пилот по разрешению FAA).

## Разработка
Разработка первого турбовинтового самолёта авиации общего назначения началась в 1980-1981 годах. Опытный образец Cessna 208 Caravan поднялся в воздух 8 августа 1982 года, после этого в течение двух лет велись работы по тестированию и сертификации. Первый серийный самолёт выпущен в августе 1984 года, и в октябре Федеральная администрация по авиации выдала самолёту сертификат лётной годности.
Ещё в процессе работы над самолётом, в 1983 году, был получен заказ на грузовую версию от крупного авиаперевозчика — Federal Express. Модификация под названием «Cargomaster» разрабатывалась на базе Cessna 208, заказчику поставлено 40 аппаратов. Сотрудничество продолжилось: от Federal Express был получен второй заказ. Был разработан увеличенный самолёт — Super Cargomaster, его лётные испытания начались 3 марта 1986 года. Сертификат лётной годности был получен в 1988 году, по контрактам поставлено 260 аппаратов. Этот самолёт был выпущен в пассажирском исполнении в 1990 году, модификация получила наименование Grand Caravan.

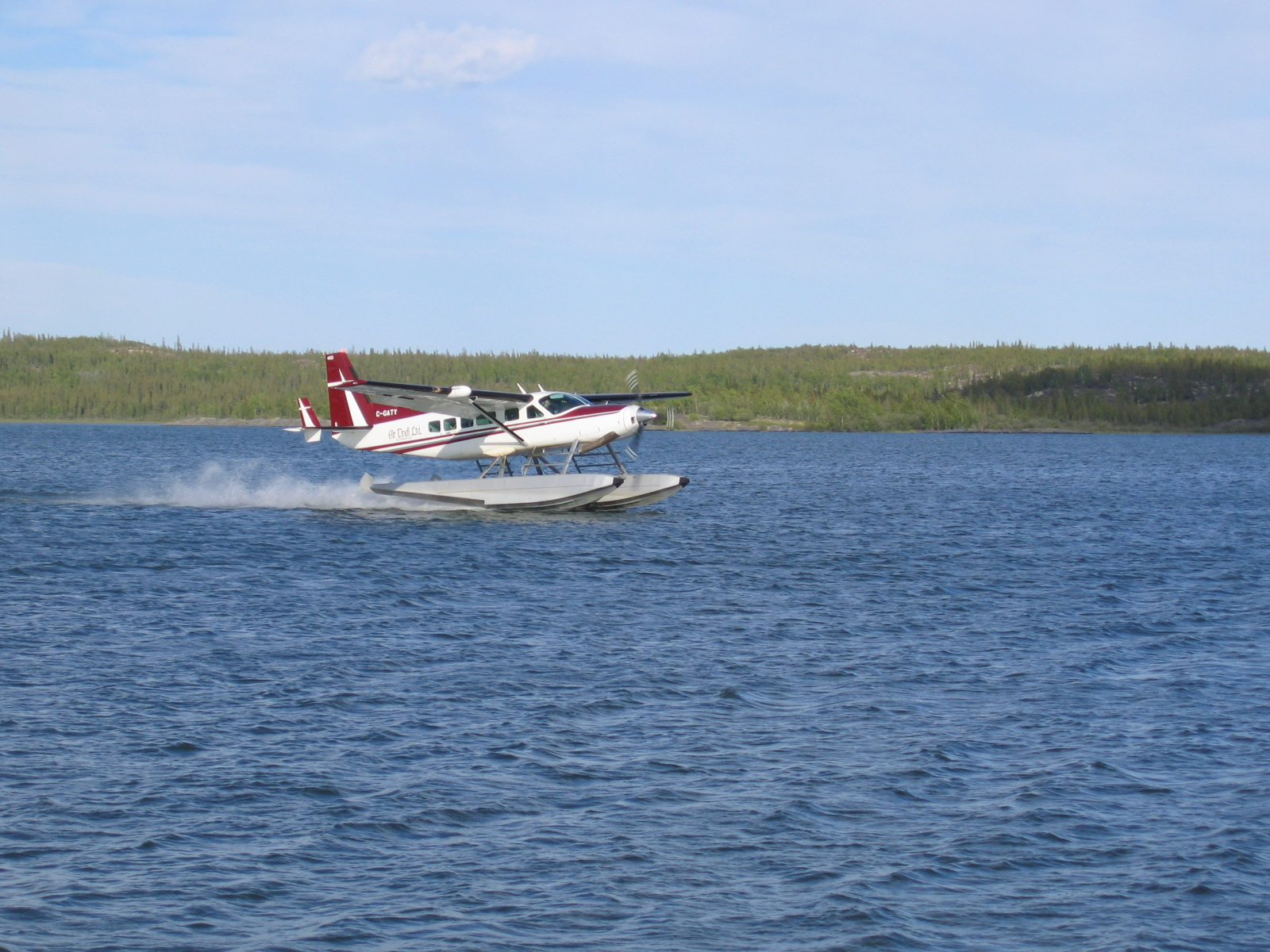
Cessna Caravan взлетает с воды

## Производство
К концу 1989 года клиентам было поставлено более 370 самолётов Cessna 208. Рубеж в 1000 аппаратов был преодолён в октябре 1998 года. Более 60 % из этого количества было продано в другие страны.

По состоянию на вторую половину 2005 года было произведено 1200 подобных самолётов различных модификаций.
Воздушное судно работает в различных условиях эксплуатации, в разных климатических зонах.
Выпускаются модификации на различных шасси, которыми оборудуются планеры Cessna 208.

Кроме обычного колёсного шасси существуют переоборудованные исполнения для снежных условий на лыжах, вариант с увеличенными шинами для необорудованных аэродромов, а также вариант с поплавками для модели-амфибии Caravan Amphibian.
Фюзеляж самолёта может оборудоваться местами для пассажиров или грузовым отсеком. Пассажирские сидения расположены четырьмя рядами по два или три, есть ещё одно место рядом с пилотом. Эта модификация при необходимости позволяет взять на борт до тринадцати пассажиров. 
В конце Cessna Aircraft объявила о получении сертификата типа на самолёт Cessna Grand Caravan EX авиационными властями США. Самолёт Cessna Grand Caravan EX оборудован новым более мощным двигателем Pratt & Whitney Canada PT6A-140, в результате чего мощность возросла с 675 л. с. до 850 л. с. Также необходимая взлётная дистанция сократилась на 25 %.

Соотношение между количеством пассажиров и количеством груза может варьироваться: можно снять любое количество сидений, освободив место для груза и багажа или оставив свободное пространство.
Существенно расширяет возможности самолёта использование подднищевых грузовых отсеков. За счёт них можно увеличить грузовую вместимость, или установить дополнительные места для пассажиров, переместив багаж пассажиров из салона в эти отсеки.
Работа над безопасностью полётов, удобством пилота и соответствии современным требованиям не останавливается: 28 апреля 2008 года Cessna объявила, что навигационная система Garmin G1000 будет устанавливаться в кабине пилота с компьютеризованными графическими дисплеями в качестве стандартного оборудования на всех новых самолётах Caravan.
В январе 2013 года компания Cessna объявила о получении сертификата типа от Федеральной Авиационной Администрации (FAA) сертификата типа на самолёт Grand Caravan EX.
Самолёт оснащён новыми двигателями PT6A-140 производства Pratt & Whitney Canada, что существенно сказалось на улучшении лётных характеристик по сравнению с предыдущей версией — Cessna 208B Grand Caravan, где установлены двигатели PT6A-114A. Так, согласно сообщению компании, на 38 % улучшены показатели по скорости набора высоты, при том что прогнозировалось лишь 20%-ное улучшение этого параметра. Это в свою очередь приводит к увеличению крейсерской скорости и возможности эксплуатировать самолёт на укороченной ВПП.

## Модификации
Кроме двух проектных задач — перевозка пассажиров и грузов, выпускались ещё и военные модификации самолёта.

### Перевозка пассажиров
| Год  | Модификация                  | Отличие                                                                                                 | Примечание                                          | Иллюстрация                                     |
| ---- | ---------------------------- | --- | --------------------------------------------------- | ----------------------------------------------- |
| 1984 | Cessna 208 Caravan I         | Начальная базовая версия                                                                                | Первый полёт 8 августа 1982 года                    | Посадка парашютистов в Cessna 208               |
| 1986 | Cessna 208 Grand Caravan     | Удлинённая версия вместимостью до 13 пассажиров                                                         |                                                     | Cessna 208 Grand Caravan I на дорожке аэропорта |
| 1990 | Cessna 208B Grand Caravan    | Удлинённая версия вместимостью до 13 пассажиров. Позже начал ставиться более мощный двигатель PT6A-114A | Первый полёт 3 марта 1986 год                       | Cessna 208В Grand Caravan I в аэропорту         |
| 1997 | Cessna 208-675               | Установлен более мощный двигатель PT6A-114A                                                             |                                                     |                                                 |
|      | Caravan Amphibian            | Колёсное шасси заменено на поплавки (в составе которых существуют колёса)                               |                                                     | Cessna Amphibian крупным планом                 |
| 1997 | Soloy Pathfinder 21          | Soloy устанавливает на такой самолёт два двигателя PT6D-114A, вращающие один пропеллер.                 | Первый полёт в 1995 году, сертификация не пройдена. |                                                 |
| 2013 | Cessna 208B Grand Caravan EX | Установлен более мощный двигатель PT6A-140                                                              |                                                     |                                                 |

### Перевозка грузов
| Год  | Модификация                   | Отличие                                                                                 | Примечание                                                                                      | Иллюстрация                                 |
| ---- | ----------------------------- | --------------------------------------------------------------------------------------- | ----------------------------------------------------------------------------------------------- | ------------------------------------------- |
| 1984 | Cessna 208A Cargomaster       | Добавлены всепогодное бортовое оборудование и подфюзеляжный контейнер, фюзеляж без окон | По заказу Federal Express 1983 года, поставлено 40 аппаратов                                    |                                             |
| 1998 | Cessna 208В Super Cargomaster | По сравнению с Cessna 208A Cargomaster фюзеляж удлинён на 1,2 метра.                    | По заказу Federal Express лётные испытания начались 3 марта 1986 года, поставлено 260 аппаратов | На мероприятии Pacific Coast Dream Machines |

### Военные самолёты
| Год  | Модификация            | Отличие                                                    | Примечание | Иллюстрация                                        |
| ---- | ---------------------- | ---------------------------------------------------------- | --- | -------------------------------------------------- |
| 2009 | AC-208B Combat Caravan | Лёгкий штурмовик для ВВС Ирака, на базе 208B Grand Caravan | | AC-208B среди других самолётов ВВС Ирака, 2009 год |
|      | U-27A                  | Военная/специального назначения модификация модели 208А    | |                                                    |
|      | C-98                   | Название U-27A в ВВС Бразилии                              | |                                                    |
|      | C-16                   | Вооружённый U-27A в ВВС США                                | Возможное предназначение самолёта — использование в Центральной Америке для противодействия партизанским войнам |                                                    |

### Электрический eCaravan
В средине 2020 года успешно произвел полет электрический eCaravan. Он пролетел 160 км за полчаса. На зарядку батарей ушло всего 6 долларов, на заправку топливом бы ушло около 300 дол.

## Эксплуатанты

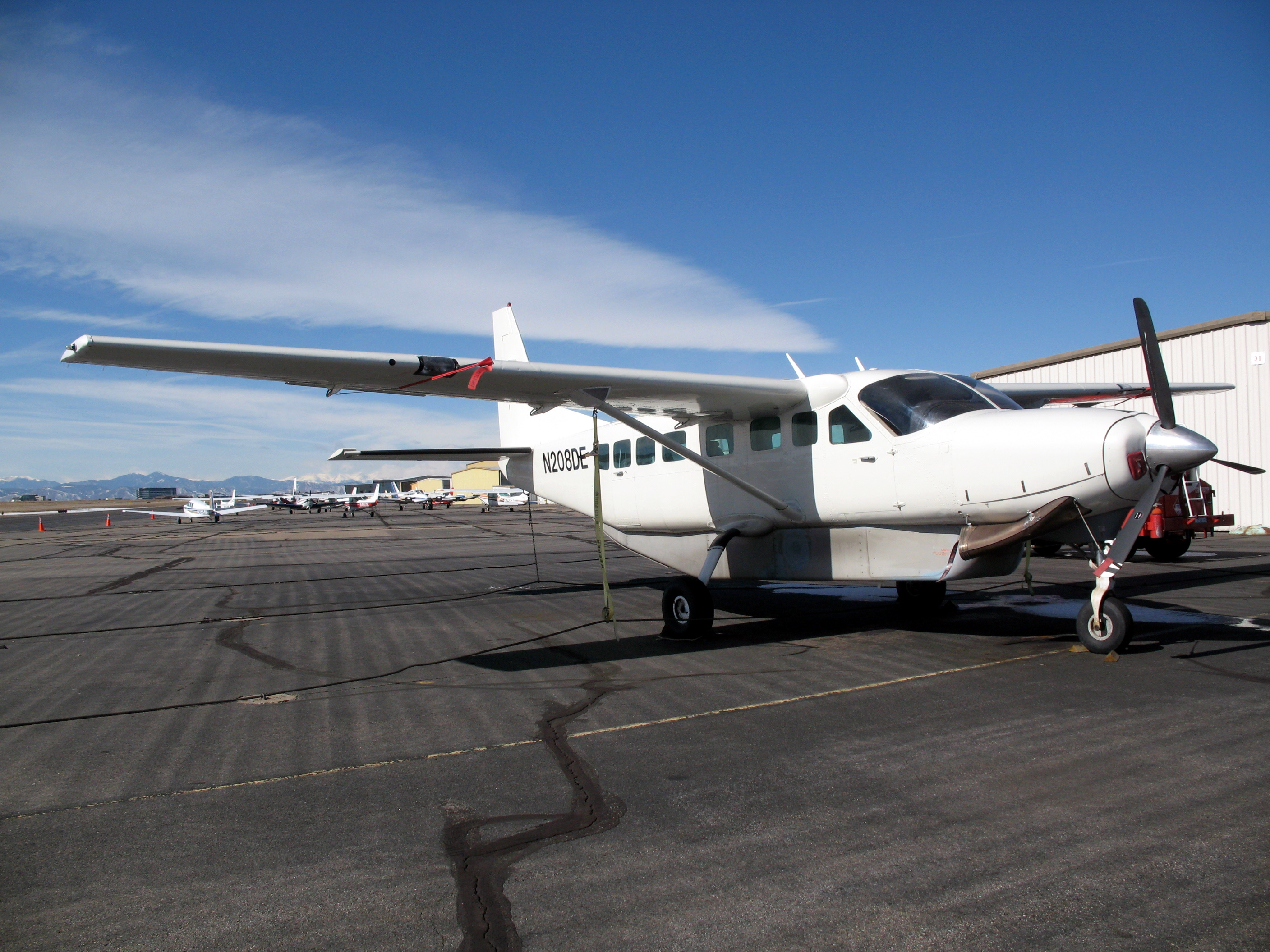
Cessna 208 в аэропорту Колорадо
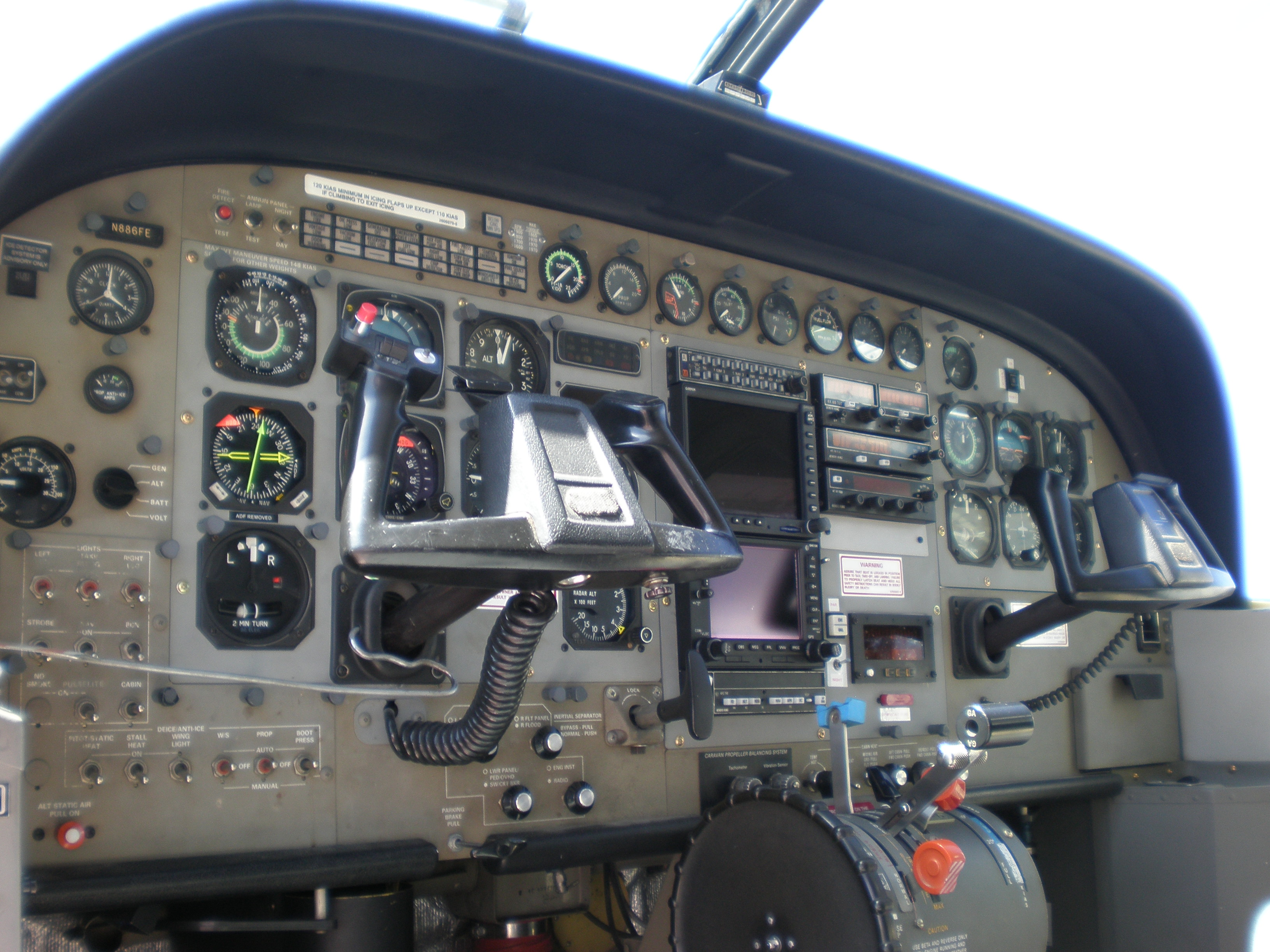
Приборная панель Cessna 208B Grand Caravan

### Гражданские операторы
| Страна    | Оператор              | Страна    | Оператор               |
| --------- | --------------------- | --------- | ---------------------- |
| Россия    | ПАНХ                  | Казахстан | Sky Service            |
| Россия    | Авиакомпания СКОЛ     |           |                        |
| Россия    | Ак Барс Аэро (бывш.)  | Франция   | Air Caraïbes           |
| Россия    | АэроГео               | Франция   | Finist'air             |
| Россия    | ТомскАвиа (бывш.)     | США       | Castle Aviation        |
| Бразилия  | SETE Linhas Aéreas    | США       | Kenmore Air            |
| Колумбия  | Patagonia Airlines    | США       | Federal Express        |
| Панама    | Aeroperlas            | США       | Mokulele Airlines      |
| Панама    | Air Panama            | США       | New Mexico Airlines    |
| Парагвай  | Concret-Mix S.A       | США       | Pacific Wings Airlines |
| Чили      | Aerocivil (регулятор) | США       | Priority Air Charter   |
| Индонезия | Susi Air              | США       | Era Alaska             |

### Военные операторы
| Страна    | Вооружённые силы                                                  | Примечание                    |
| --------- | ----------------------------------------------------------------- | ----------------------------- |
| Аргентина | Сухопутные войска Аргентины                                       |                               |
| Бразилия  | ВВС Бразилии                                                      |                               |
| Венесуэла | ВВС Венесуэлы                                                     |                               |
| Гондурас  | ВВС Гондураса                                                     |                               |
| Ирак      | ВВС Ирака                                                         | 172 Cessna 208B Grand Caravan |
| Колумбия  | Сухопутные войска Колумбии ВВС Колумбии Национальные ВМС Колумбии |                               |
| Парагвай  | Военно-воздушные силы Парагвая                                    |                               |
| Перу      | Сухопутные войска Перу                                            |                               |
| США       | Армия США ВВС США                                                 | C-16                          |
| ЮАР       | ВВС ЮАР                                                           | 41 эскадрилья                 |
| Филиппины | ВВС Филиппин                                                      |                               |
| Чили      | Сухопутные войска Чили                                            |                               |
| Таиланд   | ВВС Таиланда                                                      |                               |
| Либерия   | ВВС Либерии                                                       |                               |

## Лётно-технические характеристики самолёта 208В

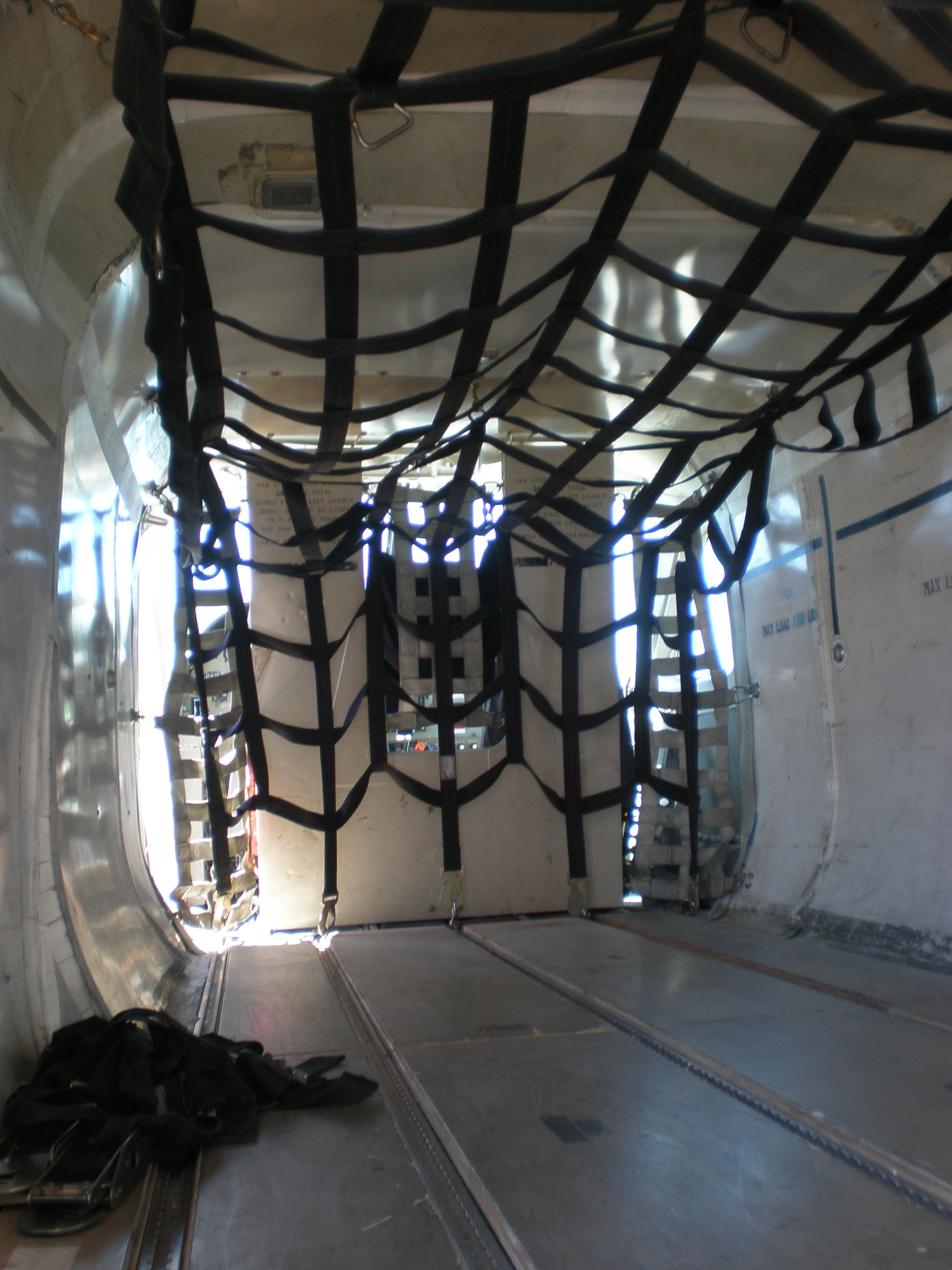
Грузовой отсек Cessna 208B Grand Caravan

| Параметр                                | Значение                           | Единицы измерения                  |                 |
| --------------------------------------- | ---------------------------------- | ---------------------------------- | --------------- |
| Размах крыльев                          | 15,88                              | м                                  |                 |
| Длина                                   | 12,67                              | м                                  |                 |
| Высота                                  | 4,52                               | м                                  |                 |
| Площадь крыла                           | 25,96                              | м²                                 |                 |
| Экипаж                                  | 1 — 2                              | пилота                             |                 |
| Число мест                              | 9 — 13                             | пассажиров                         |                 |
| Грузовместимость в грузовой модификации | 1315                               | кг                                 |                 |
| Вес пустого самолёта                    | 2050                               | кг                                 |                 |
| Вес топлива                             | 1009                               | кг                                 |                 |
| Максимальный взлётный вес               | 3969                               | кг                                 | (3,629 для 208) |
| Мощность двигателей                     | 1 х 503                            | КВт                                |                 |
| Тип двигателя                           | ТВД Pratt Whitney Canada PT6A-114А | ТВД Pratt Whitney Canada PT6A-114А |                 |
| Максимальная скорость                   | 352                                | км/ч                               |                 |
| Крейсерская скорость                    | 341                                | км/ч                               |                 |
| Дальность полёта практическая           | 1797                               | км                                 |                 |
| Дальность действия                      | 1200                               | км                                 |                 |
| Потолок                                 | 4200                               | м                                  |                 |
| Длина взлётной полосы                   | не менее 585                       | м                                  |                 |

## Аварии и инциденты
По данным сайта Aviation Safety Network по состоянию на 28 мая 2023 года в общей сложности в результате катастроф и серьёзных аварий были потеряны 277 самолётов Cessna 208 Caravan. Cessna 208 Caravan пытались угнать 8 раз, при этом погиб 1 человек. Всего в этих происшествиях погибло 507 человек.
Крупнейшая по числу жертв авиакатастрофа произошла 29 сентября 1985 года в Джорджии (США). В результате крушения самолёта с парашютистами при взлёте погибли 17 человек. Эта же катастрофа стала первой за время эксплуатации самолёта. Также в числе крупных авиакатастроф крушение Cessna 208 в Мвали (Коморские острова) 26 февраля 2022 года и катастрофа под Ступино (Московская область) 19 ноября 2005 года. 